# Toini Pöysti
Toini Kylikki Pöysti z d. Mikkola (ur. 1 lipca 1933 w Ahlainen, zm. 9 maja 2024) – fińska biegaczka narciarska, dwukrotna medalistka olimpijska oraz srebrna medalistka mistrzostw świata.

## Kariera
Igrzyska w Squaw Valley w 1960 roku były jej olimpijskim debiutem. Wspólnie z Siiri Rantanen i Eevą Ruoppą wywalczyła brązowy medal w sztafecie 3 × 5 km. Zajęła także szóste miejsce w biegu na 10 km. Startowała także na igrzyskach olimpijskich w Innsbrucku w 1964 roku, gdzie wraz z Senją Pusulą i Mirją Lehtonen zdobyła kolejny brązowy medal w sztafecie. W biegach indywidualnych na 5 i 10 km zajmowała piąte miejsce.
W 1958 roku wystartowała na mistrzostwach świata w Lahti. Razem z Pirkko Korkee i Siiri Rantanen zdobyła srebrny medal w sztafecie 3 × 5 km, a w biegu na 10 km zajęła siódme miejsce. Cztery lata później, podczas mistrzostw świata w Zakopanem na tym samym dystansie zajęła 9. miejsce. Startowała także na mistrzostwach świata w Oslo w 1966 roku, gdzie ponownie była dziewiąta w biegu na 10 km, a wraz z koleżankami z reprezentacji zajęła piąte miejsce w sztafecie. Na kolejnych mistrzostwach już nie startowała.
W 1954 zwyciężyła w biegu na 10 km podczas Holmenkollen ski festival W 1960 roku była mistrzynią Finlandii w biegu na 10 km.
Jej wnuczka Essi Pöysti została miss Finlandii w 2009 roku.

## Osiągnięcia

### Igrzyska Olimpijskie
| Miejsce | Dzień     | Rok  | Miejscowość  | Konkurencja             | Czas biegu | Strata  | Zwyciężczyni        |
| ------- | --------- | ---- | ------------ | ----------------------- | ---------- | ------- | ------------------- |
| 6.      | 20 lutego | 1960 | Squaw Valley | 10 km stylem klasycznym | 39:46,6    | +55,3   | Marija Gusakowa     |
| 3.      | 26 lutego | 1960 | Squaw Valley | Sztafeta 3 × 5 km       | 1:04:21,4  | +2:06,1 | Szwecja             |
| 5.      | 1 lutego  | 1964 | Innsbruck    | 10 km stylem klasycznym | 40:24,3    | +53,1   | Kławdija Bojarskich |
| 5.      | 5 lutego  | 1964 | Innsbruck    | 5 km stylem klasycznym  | 17:50,5    | +35,0   | Kławdija Bojarskich |
| 3.      | 7 lutego  | 1964 | Innsbruck    | Sztafeta 3 × 5 km       | 59:20,2    | +3:24,9 | ZSRR                |

### Mistrzostwa świata
| Miejsce | Dzień     | Rok  | Miejscowość | Konkurencja             | Czas biegu | Strata  | Zwyciężczyni        |
| ------- | --------- | ---- | ----------- | ----------------------- | ---------- | ------- | ------------------- |
| 7.      | 5 marca   | 1958 | Lahti       | 10 km stylem klasycznym | 44:49,0    | +2:13,5 | Alewtina Kołczina   |
| 2.      | 7 marca   | 1958 | Lahti       | Sztafeta 3 × 5 km       | 58:32,4    | +1:41,6 | ZSRR                |
| 10.     | 19 lutego | 1962 | Zakopane    | 5 km stylem klasycznym  | 19:28,6    | +1:52,4 | Alewtina Kołczina   |
| 9.      | 21 lutego | 1962 | Zakopane    | 10 km stylem klasycznym | 39:48,2    | +3:04,0 | Alewtina Kołczina   |
| 9.      | 25 lutego | 1966 | Oslo        | 10 km stylem klasycznym | 36:25,5    | +2:25,1 | Kławdija Bojarskich |
| 5.      | 27 lutego | 1966 | Oslo        | Sztafeta 3 × 5 km       | 56:04,2    | +3:16,1 | ZSRR                |